# Stensimpa
Stensimpa (Cottus gobio) hör till familjen simpor i ordningen kindpansrade fiskar. Lever i sötvatten, men kan gå ut i bräckvatten.

## Utseende
Stensimpan har ett kraftigt huvud med en stor, köttig mun och en bakåt avsmalnande kropp färgad i grönbrunt till gråbrunt med mörkare fläckar och vit buk. Den har två ryggfenor, varav den bakre är längst. Den är mycket lik bergsimpan, men till skillnad från denna saknar den tvärstrimmor på bukfenorna. Stensimpan blir upp till 18 cm lång.

## Utbredning
I vattendrag och sjöar i Europa söderut till Spanien, Norditalien och nordvästra Rumänien, österut till Uralfloden. Saknas på Island och Irland. Endast fläckvis i Norge. Finns i hela Sverige utom Öland. Kan gå ut i områden med låg salthalt, som norra Östersjön.

## Vanor
Bottenfisk som föredrar grunt vatten med hårda bottnar. Går ner till djupare vatten under vintern. Födan utgörs av bottendjur, främst insekter och kräftdjur. Livslängd minst 5 år.

## Fortplantning
Stensimpan leker under våren. Stensimpan är äggläggande, men hane och hona är omslingrade under befruktningen, varvid kloakerna möts. Honan lägger upp till 150 ägg i en klump på bottnen. Efteråt vaktar hanen äggen, som kläcks efter 3 till 4 veckor.
Stensimpan blir könsmogen efter 1 till 3 år. 